# TNA World Heavyweight Championship (2020-2021)
El TNA World Heavyweight Championship (Campeonato Mundial Peso Pesado de TNA, en español) fue un campeonato mundial de lucha libre profesional creado y promovido por Impact Wrestling. El título se reintrodujo extraoficialmente en la promoción en abril de 2020 cuando Moose comenzó a referirse a sí mismo como el Campeón Mundial de Peso Pesado de TNA y a llevar el cinturón que representó el título por última vez antes de que se conociera como el Campeonato Mundial de Impact. El 23 de febrero de 2021, Impact reconoció oficialmente a Moose como el campeón mundial de peso pesado de TNA.
Fue no está claro si Impact ve este campeonato como un título nuevo e independiente del Campeonato Mundial de Impact, o uno que lleva el linaje de ese título de cuando originalmente se llamó TNA World Heavyweight Championship. Lo que está claro es que Impact reconoce a dos campeones mundiales dentro de su promoción, con Rich Swann como Campeón Mundial Impact y Moose como Campeón Mundial Peso Pesado de TNA.

## Historia
Antes de que se creara el campeonato, la promoción, entonces conocida como Total Nonstop Action Wrestling (TNA), controlaba el Campeonato Mundial Peso Pesado de la NWA a través de un acuerdo con la National Wrestling Alliance (NWA). En 2007, el acuerdo entre TNA y NWA terminó, lo que llevó a la creación del Campeonato Mundial de Peso Pesado de TNA. El campeonato se dio a conocer el 14 de mayo de 2007 en la grabación del programa de televisión principal de TNA, Impact!, que se emitió el 17 de mayo de 2007. Durante los años siguientes, TNA usaría el campeonato como su título principal. TNA cambió su nombre y se convirtió en Impact Wrestling en marzo de 2017, el título cambió de nombre poco después para reflejar el cambio. En 2020, Impact inició una historia en la que Moose apodado a sí mismo "Mr. TNA". En Rebellion, Moose traería de vuelta el antiguo cinturón del título mundial de TNA, afirmando que era el Campeón Mundial de TNA. Si bien Impact no reconoció el título como un campeonato oficial, Moose tuvo varias defensas del título. Un año después, el 23 de febrero de 2021, episodio de Impact! El vicepresidente ejecutivo, Scott D'Amore, anunció que el autoproclamado campeonato de Moose fue aprobado oficialmente. 
Actualmente no está claro si Impact Wrestling ve el título como una nueva creación, o si afirma pertenecer al linaje del Impact World Championship antes del cambio de nombre de ese título (que anteriormente se conocía como el Campeonato Mundial de Peso Pesado de TNA) en 2017.

## Campeones

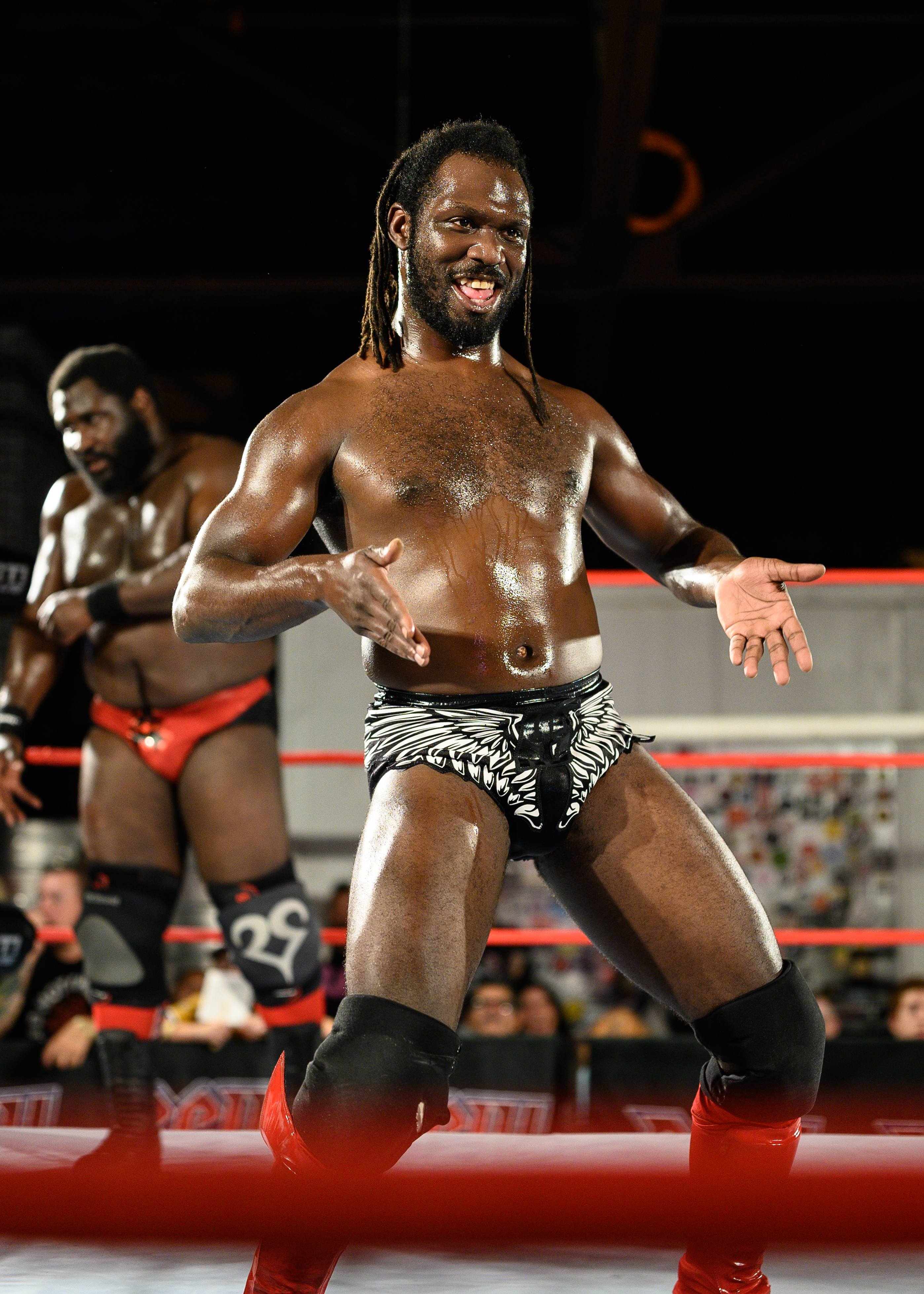
Rich Swann fue el último campeón en 2021, unificándolo con el Campeonato Mundial de Impact.

El Campeonato Mundial Peso Pesado de TNA es el campeonato máximo más importante de la empresa fue unificado los campeonatos dentro de la compañía. 

### Lista de campeones
|   | Luchador   | N.º | Fecha                 | Días    | Show o evento | Notas y referencias |
| - | ---------- | --- | --------------------- | ------- | ------------- | --- |
| — | Moose      | †   | 8–10 de abril de 2020 | 319–321 | Rebellion     | Moose apareció con el antiguo título del Campeonato Mundial Peso Pesado de TNA (en su diseño 2011-2017) y se declaró a sí mismo el nuevo Campeón Mundial Peso Pesado de TNA después de derrotar a Hernández y Michael Elgin. Este evento se transmitió en cinta con retraso el 28 de abril de 2020. |
| 1 | Moose      | 1   | 23 de febrero de 2021 | 18      | Impact!       | Después de reintroducir el Campeonato Mundial Peso Pesado de TNA en Rebellion en abril de 2020, el título fue declarado oficial por Impact Wrestling en el episodio del 23 de febrero de 2021 de Impact!.                                                                                           |
| 2 | Rich Swann | 1   | 13 de marzo de 2021   | 0       | Sacrifice     | |
| — | Unificado  | —   | 13 de marzo de 2021   | —       | Sacrifice     | Con el Campeonato Mundial de Impact. |

### Total de días con el título
| N.º | Campeón    | Reinados | Total de días |
| --- | ---------- | -------- | ------------- |
| 1   | Moose      | 1        | 18            |
| 2   | Rich Swann | 1        | 0             |